# 深川油脂工業
深川油脂工業株式会社（ふかがわゆしこうぎょう、 英: FUKAGAWA OIL&FAT CO.,LTD.）は、北海道深川市に本社を置き、こめ油やスナック菓子の製造を行う企業。

## 主な製品
- 食用油

日本産の非遺伝子組換米の糠から、こめ油の製造を行い、「みづほ」ブランドで販売している。また、北海道産の米糠を原料とした国内唯一の北海道こめ油の製造を行う。
- 菓子

前述のこめ油を使用し、ポテトチップスやポップコーンの製造を行う。一部商品は化学調味料不使用で、札幌商工会議所認証「北のブランド」に選ばれている。「くまちゃん」ブランドを使用しており、同社のドメイン名もkumachan.co.jpとしている。ポプラのくつろぎ選菓やローソンのおやつごろなど、コンビニエンスストア等のプライベートブランド商品の供給も行うほか、六花亭やIKEA、博物館網走監獄（水野商店）、JAふらのなどへの供給も行っている。
また、北海道産馬鈴薯、北海道産こめ油、北海道産オホーツクの焼き塩を使用した国内唯一のオール北海道産ポテトチップスの製造も行っている。

## グループ企業
- 北空知食品株式会社

オニオンソテーなど、農産加工品の製造を行う。
- 深川運輸株式会社

穀物輸送用ダンプカーの運行などを行う。
- 株式会社みづほ

米穀の集荷・販売、農畜産物の加工・販売を行う。
- 有限会社丸二商会

損害保険代理店。
- 株式会社深川フーズファクトリー

ポテトチップスの製造・販売を行う。